# Beauvilliers, Loir-et-Cher
Beauvilliers är en kommun i departementet Loir-et-Cher i regionen Centre-Val de Loire i de centrala delarna av Frankrike. Kommunen ligger i kantonen Marchenoir som tillhör arrondissementet Blois. År 2018 hade Beauvilliers 61 invånare.

## Befolkningsutveckling
Antalet invånare i kommunen Beauvilliers
| Referens: INSEE |